# John Dawson
John Collins Dawson IV, detto Marmaduke (Detroit, 16 giugno 1945 – San Miguel de Allende, 21 luglio 2009), è stato un cantautore e musicista statunitense di genere country rock. È conosciuto per essere stato nel 1969 il cofondatore, con Jerry Garcia dei Grateful Dead, del gruppo musicale dei New Riders of the Purple Sage.

## Biografia
Figlio di un cineasta californiano, prese lezioni di chitarra da Mimi Fariña, sorella di Joan Baez e moglie di Richard Fariña. Frequentò la Millbrook School for Boys di Millbrok, NY, dove ebbe modo di frequentare i corsi di storia e teoria della musica; contestualmente, iniziò a tenere i primi concerti per gli amici e i compagni di corso.
La sua carriera artistica vera e propria ebbe inizio a metà degli anni sessanta sulla scena dell'American folk music revival che animava la San Francisco Bay Area. Ebbe come compagno sulla scena David Nelson ed entrò nel gruppo musicale Mother McCree's Uptown Jug Champions, una jug band di cui facevano parte anche Jerry Garcia ed altri futuri componenti dei Grateful Dead. Dawson fu in quel periodo fortemente influenzato dal sottogenere di musica country chiamato Bakersfield sound.

### Il connubio con i Grateful Dead
Dal 1969, Dawson compose una serie di canzoni country rock da eseguire live con l'accompagnamento di Garcia alla pedal steel guitar. Con Nelson e Garcia Nelson formò quindi i New Riders of the Purple Sage, un gruppo che inizialmente serviva ad aprire i concerti dei Grateful Dead (di esso facevano parte oltre a Garcia alla pedal steel, Phil Lesh al basso elettrico e Mickey Hart alla batteria).
Un anno dopo la fondazione, Dave Torbert giunse a rimpiazzare Lesh mentre Spencer Dryden prese il posto di Hart nella formazione dei New Riders, mentre Garcia continuò a suonare in entrambe le band. Fra il 1970 ed il 1971, i New Riders e i Grateful Dead suonarono insieme in molti concerti. Nel novembre 1971, quando i NRPS iniziarono ad andare in tournée per proprio conto, Buddy Cage rimpiazzò Jerry Garcia alla pedal steel guitar.
Nel medesimo periodo, Dawson partecipò come guest star a tre album discografici dei Grateful Dead: Aoxomoxoa, Workingman's Dead e American Beauty. Con Jerry Garcia e con lo scrittore Robert Hunter compose la canzone Friend of the Devil.

### L'attività con i New Riders
Negli anni seguenti Dawson e Nelson cambiarono ripetutamente la composizione dei New Riders of the Purple Sage, evolvendo la loro musica verso un country rock che sfumava nel rock psichedelico (con tali ritmi risultano improntati numerosi album dell'epoca incisi in studio e in registrazioni dal vivo).
Nel 1982, David Nelson e Buddy Cage lasciarono il gruppo. 
Dawson e i New Riders proseguirono comunque l'attività tornando ad un repertorio maggiormente vicino al bluegrass tradizionale (a ciò contribuì l'apporto del multistrumentista Rusty Gauthier).
I NRPS proseguirono l'attività concertistica sia pure con minore assiduità producendo occasionalmente nuovi album. Nel 1997 Dawson si ritirò dalle scene trasferendosi in Messico dove intraprese la carriera di insegnante di lingua inglese. Il gruppo New Riders si sciolse, per tornare a riformarsi nel 2005: David Nelson e Buddy Cage dettero vita nuovamente alla formazione senza la partecipazione di Dawson ma con il suo accordo e con il suo sostegno morale. Lo stesso Dawson peraltro partecipò a concerti dei New Riders.
Dawson è morto in Messico a causa di un tumore allo stomaco il 21 luglio 2009.